# Робертсгандж
Робертсгандж (англ. Robertsganj, хинди राबर्ट्सगंज) — город на севере Индии, в штате Уттар-Прадеш, административный центр округа Сонбхадра. Название города связано с именем британского военачальника, фельдмаршала Фредерика Слея Робертса, 1-го графа Робертса.

## География
Город находится юго-восточной части Уттар-Прадеша, к северу от реки Сон, на высоте 300 метров над уровнем моря.
Робертсгандж расположен на расстоянии приблизительно 312 километров к юго-востоку от Лакхнау, административного центра штата и на расстоянии 710 километров к юго-востоку от Нью-Дели, столицы страны.

## Демография
По данным официальной переписи 2001 года численность населения города составляла 32 209 человек, из которых мужчины составляли 53,2 %, женщины — соответственно 46,8 %. Уровень грамотности взрослого населения составлял 66,2 %. Уровень грамотности среди мужчин составлял 73,6 %, среди женщин — 57,7 %. 16 % населения составляли дети до 6 лет.

## Транспорт
Ближайший аэропорт расположен в городе Муирпур.